# Robert L. Holmes
Robert L. Holmes (Stato di New York, 28 dicembre 1935) è un filosofo statunitense, professore emerito di filosofia presso l'Università di Rochester ed esperto di pace e nonviolenza. Holmes è specializzato in etica, in filosofia sociale e in filosofia politica. Ha scritto numerosi articoli e diversi libri su questi argomenti ed è stato invitato a tenere conferenze nazionali e internazionali.

## Primi anni di vita
Holmes è stato educato nel nord dello Stato di New York dai suoi genitori, che sono morti quando lui era ancora adolescente. Si è diplomato alla Watertown High School nel 1953, dopo essere stato presidente del consiglio studentesco, redattore della rivista scolastica e capitano della squadra di corsa campestre del campionato di sezione. Ha anche intrapreso gli studi di pianoforte classico al Watertown Conservatory of Music per dieci anni e ha vinto diversi premi concorrendo a New York, in Canada e a Washington.
Successivamente, si è laureato in filosofia con lode all'Università di Harvard nel 1957. La sua tesi di laurea era “Il concetto di Dio di Platone”. Poco dopo ha conseguito un master (1959) e un dottorato (1961) in filosofia presso l'Università del Michigan, dove la sua tesi riguardava "L'etica di John Dewey alla luce della teoria metaetica contemporanea".

## Carriera

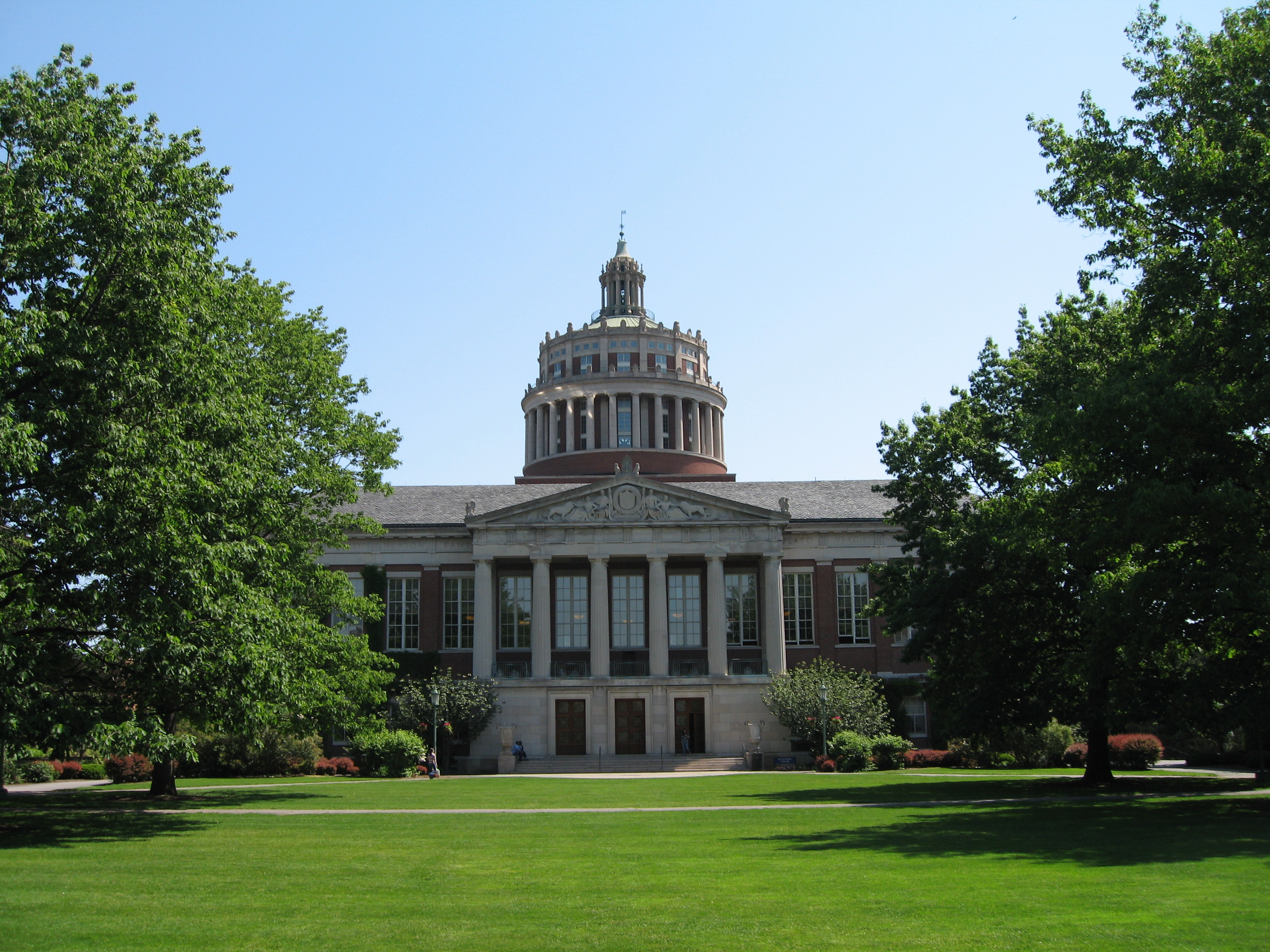
La Rush Rhees Library dell'Università di Rochester, vista dall'Eastman Quadrangle.

Holmes entrò a far parte della facoltà dell'Università di Rochester nel 1962. Nel 1976 ottenne una borsa di studio presso il National Humanities Institute dell'Università Yale. Successivamente, nel 1982, fu nominato Senior Fulbright Lecturer presso l'Università statale di Mosca. Nel 1993 è stato anche Faculty Fellow presso il Kroc Institute for International Peace Studies dell'Università di Notre Dame. Nel 1998 è stato nominato alla Cattedra Rajiv Gandhi in Pace e Disarmo, recentemente istituita presso l'Università Jawaharlal Nehru di Nuova Delhi, in India, dove ha influenzato la missione della cattedra in termini di istruzione, ricerca e conferenze.
Quando era in facoltà all'Università di Rochester, le sue lezioni erano sempre molto attese dagli studenti di materie umanistiche e scientifiche. Ha ricevuto il premio Edward Peck Curtis per l'insegnamento agli studenti nel 2001 e il premio Professore dell'anno in discipline umanistiche nel 2006. Alla cerimonia di convocazione del 2007, è stato insignito del Premio Goergen per i risultati e la maestria nell'insegnamento ai laureandi. È noto anche per essere uno dei pochissimi professori a ricevere ogni anno valutazioni perfette o quasi perfette da quando l'università ha avviato il servizio di valutazione degli studenti nel 2001.
Nel corso di una carriera accademica di oltre quarant'anni, Holmes ha ricoperto diverse posizioni accademiche, tra cui: Fulbright Fellow presso l'Università Statale di Mosca e visiting professor presso Notre Dame, Hamilton College e istruttore presso l'Università del Texas ad Austin. È stato inoltre redattore della rivista filosofica Public Affairs Quarterly (1995-1999), ha contribuito ai comitati di revisione editoriale di Social Theory and Practice (1975-1995) e di The Acorn: Journal of the Gandhi-King Society (1990-2003) e ha fatto parte del consiglio nazionale della Fellowship of Reconciliation. È stato inoltre a lungo Consigliere del Consiglio di Filosofia dell'Università di Rochester. Holmes è stato anche Presidente Ad Interim del Dipartimento di Filosofia dell'Università di Rochester per diversi anni (1972 e 1980-1981). Nel 1992 è stato anche presidente dell'organizzazione professionale Concerned Philosophers for Peace, che si impegna a migliorare la comprensione internazionale e la pace attraverso un'analisi accademica delle cause della guerra.
Holmes è autore di numerosi testi approfonditi sul tema della filosofia morale. Tra le sue pubblicazioni figura un lavoro in collaborazione con Lewis White Beck, noto studioso di etica kantiana, intrapreso nel 1968 (Philosophical Inquiry: An Introduction to Philosophy). Successivamente, nel 2001, ha contribuito come autore al libro Kant's Legacy: Essays in Honor of Lewis White Beck con un saggio su Consequentialism and Its Consequences. Nel 2005 è stato anche coautore di un'opera con Barry L. Gan, direttore del Centro per la nonviolenza della Saint Bonaventure University (Nonviolence in Theory and Practice). Inoltre ha pubblicato numerosi articoli su diverse riviste accademiche in revisione paritaria, tra cui: Analysis, Ethics, International Philosophical Quarterly, Journal of Medicine and Philosophy, Journal of Value Inquiry, Mind, The Monist, The Philosophical Forum e The Review of Metaphysics.
Attualmente Holmes è professore emerito presso l'Università di Rochester, ma non insegna più agli studenti del campus.

## Filosofia morale
Nel corso degli ultimi quarant'anni, Holmes ha affrontato diversi dilemmi morali interconnessi che si pongono nell'era moderna, tra cui il terrorismo, la deterrenza nucleare e il conflitto armato in generale. Nel suo libro On War and Morality (1989) offre una solida difesa filosofica del pacifismo e della sua applicazione in un mondo afflitto da ricorrenti esplosioni di violenza internazionale, nonostante l'adesione ai principi della deterrenza nucleare e della distruzione mutua assicurata (MAD) fin dalla nascita dell'era della guerra fredda. Holmes rifiuta di affidarsi a una serie di principi irrazionali e li considera moralmente sbagliati. Propone invece una forma di “personalismo morale” basata sulla massima che qualsiasi teoria morale intelligibile deve includere un interesse costante per la vita e il benessere di tutte le persone. A suo avviso, la violenza è una forma di abrogazione di questa massima che è a prima vista sbagliata e che le teorie della guerra giusta in generale sono inadeguate al compito di superare tale presunzione morale.
Holmes offre una rassegna critica sistematica delle due principali scuole di pensiero che pretendono di difendere la guerra nel mondo moderno. Nel primo gruppo rientrano i “realisti positivisti” che sostengono che i concetti di “giusto” o “sbagliato” sono irrilevanti negli affari internazionali e i “realisti normativi” che sostengono che le considerazioni morali non dovrebbero avere un ruolo nella determinazione della politica estera. Holmes respinge questi ultimi osservando che hanno frainteso la storia del XX secolo, suggerendo che l'idealismo wilsoniano abbia inevitabilmente portato all'inizio della seconda guerra mondiale e confondendo la moralità con il moralismo.
Nel secondo gruppo, Holmes identifica i difensori delle teorie della guerra giusta. Lo studioso respinge i loro tentativi di giustificare l'uccisione di vite umane innocenti per salvare altre vite umane innocenti come moralmente ingiustificabili, in quanto sia l'uccisione che qualsiasi appello alla violenza sono moralmente ingiustificati in partenza, nonostante le conseguenze che possono derivare da un tale atto. Anche se una guerra è considerata “giusta” secondo gli standard dello jus ad ballo o dello jus in bello, può non essere considerata moralmente accettabile in base alla considerazione della violenza organizzata che essa genera nel mondo moderno.
Tenendo conto di ciò, Holmes delinea un'argomentazione in quattro fasi per sostenere la tesi che la guerra è ingiustificata anche nel contesto delle condizioni del mondo moderno. In primo luogo, egli osserva che la guerra in generale non può essere giustificata se i mezzi per condurla sono, di per sé, anch'essi moralmente ingiustificati. In secondo luogo, sostiene che la guerra moderna, per sua stessa natura, è inevitabilmente impegnata nell'uccisione di persone innocenti. In terzo luogo, nega che la presunzione contro l'uccisione di persone innocenti possa essere superata dalle condizioni legate alla conduzione della guerra. Infine, individua nella nonviolenza l'incarnazione di una valida alternativa alla guerra. In particolare, delinea un approccio gandhiano alla risoluzione dei conflitti, che rifiuta l'utilizzo di concessioni reciproche per raggiungere uno stallo provvisorio o temporaneo tra le parti in conflitto. Questo approccio è sostituito da un processo di creazione attiva della pace attraverso negoziati che portano a un progresso reciproco per tutte le parti impegnate nel conflitto. Nel loro insieme, questi argomenti suggeriscono che l'appello alla nonviolenza è un'alternativa etica valida anche nel mondo moderno.
Nel suo libro più recente, Pacifism: A Philosophy of Nonviolence Holmes offre un supplemento all'analisi presentata sopra. Qui Holmes si avventura oltre le considerazioni filosofiche su come distinguere al meglio tra guerre giuste e guerre ingiuste in particolare e presenta un'analisi di quella che descrive come una “controversia morale di base”, esplorando il caso generale se la guerra sia mai moralmente ammissibile. Ciò avviene esaminando il concetto di guerra da una prospettiva più globale, invece di concentrarsi principalmente sulle particolari percezioni soggettive di risultati “giusti” o “ingiusti” che possono prevalere tra i combattenti. In quest'ottica l'autore offre una revisione critica della “costellazione di valori e pratiche sociali, politiche, economiche, religiose ed etiche” necessarie per condurre una guerra sistematica nel tempo. Conclude sostenendo che una presunzione prima facie contro la guerra in generale è sufficientemente convincente nell'era moderna a causa di una serie di fattori, tra cui: l'uccisione di innocenti e non innocenti, l'inevitabile spostamento di grandi popolazioni di persone e l'inevitabile danno arrecato alla vita animale e all'ambiente nel lungo periodo. Più semplicemente, “per essere un pacifista pragmatico basta ritenere che la violenza su larga scala, organizzata e sistematica della guerra sia inammissibile nel mondo di oggi”.

### Testi
Tra le pubblicazioni di Robert L. Holmes figurano i seguenti testi:
- Basic Moral Philosophy di Robert L. Holmes[55][56]
- Introduction to Applied Ethics di Robert L. Holmes[57]
- Kant's Legacy: Essays in Honor of Lewis White Beck Editor: Predrag Cicovacki. Contributor: Robert L. Holmes -"Consequentialism and its Consequences".[58]
- Nonviolence in Theory and Practice di Robert L. Holmes e Barry L. Gan[25]
- On War and Morality  di Robert L. Holmes[59]
- Philosophic Inquiry: An Introduction to Philosophy di Lewis White Beck e Robert L. Holmes[60]
- Pacifism: A Philosophy of Nonviolence di Robert L. Holmes[61]
- The Ethics of Nonviolence - Essays di Robert L. Holmes Editor: Predrag Cicovacki, Bloomsbury, USA on books.google.com[62][63]
- The Augustinian Tradition Editor: Gareth B. Matthews. Contributor: Robert L. Holmes - "St. Augustine and the Just War Theory"[64]

### Articoli di giornale
Tra gli articoli pubblicati da Robert L. Holmes si possono citare:
- "The Metaethics of Pacifism and Just War". Philosophical Forum Quarterly (2015):2-15[29]
- "Just War: Principles and Causes". International Philosophical Quarterly (1997):483-484[66]
- "The Limited Relevance of Analytical Ethics to the Problems of Bioethics." The Journal of Medicine and Philosophy (1990):143-159[67]
- "Is Morality a System of Hypothetical Imperatives?". Analysis (1974):96-100[68]
- "University Neutrality and ROTC". Ethics (1973):177[69]
- "John Dewey's Social Ethics". The Journal of Value Inquiry (1973):274-280[70]
- "John Dewey's Moral Philosophy in Contemporary Perspective". The Review of Metaphysics (1966):42-70[71]
- "The Development of John Dewey's Ethical Thought". The Monist (1964):392-406[72]
- "The Case Against Ethical Naturalism". Mind (1964):291-295[73]

## Premi ed onorificenmze
- National Humanitites Institute Fellowship
- Fulbright Fellowship
- Kroc Institute for International Peace Studies Fellowship